# Grigori Verichev
Grigori Verichev –en ruso, Григорий Веричев– (Kungur, URSS, 4 de abril de 1957-Cheliábinsk, Rusia, 25 de mayo de 2006) fue un deportista soviético que compitió en judo.
Participó en los Juegos Olímpicos de Seúl 1988, obteniendo una medalla de bronce en la categoría de +95 kg. Ganó cuatro medallas en el Campeonato Mundial de Judo entre los años 1981 y 1989, y diez medallas en el Campeonato Europeo de Judo entre los años 1981 y 1989.

## Palmarés internacional
| Juegos Olímpicos   | Juegos Olímpicos          | Juegos Olímpicos  | Juegos Olímpicos |
| Año                | Lugar                     | Medalla           | Categoría        |
| ------------------ | ------------------------- | ----------------- | ---------------- |
| 1988               | Seúl (Corea del Sur)      | Medalla de bronce | +95 kg           |
| Campeonato Mundial |                           |                   |                  |
| Año                | Lugar                     | Medalla           | Categoría        |
| 1981               | Maastricht (Países Bajos) | Medalla de plata  | +95 kg           |
| 1985               | Seúl (Corea del Sur)      | Medalla de bronce | +95 kg           |
| 1987               | Essen (RFA)               | Medalla de oro    | +95 kg           |
| 1989               | Belgrado (Yugoslavia)     | Medalla de bronce | +95 kg           |
| Campeonato Europeo |                           |                   |                  |
| Año                | Lugar                     | Medalla           | Categoría        |
| 1981               | Debrecen (Hungría)        | Medalla de oro    | +95 kg           |
| 1982               | Rostock (RDA)             | Medalla de bronce | +95 kg           |
| 1983               | París (Francia)           | Medalla de bronce | Abierta          |
| 1984               | Lieja (Bélgica)           | Medalla de plata  | Abierta          |
| 1985               | Hamar (Noruega)           | Medalla de oro    | +95 kg           |
| 1986               | Belgrado (Yugoslavia)     | Medalla de bronce | +95 kg           |
| 1986               | Belgrado (Yugoslavia)     | Medalla de bronce | Abierta          |
| 1987               | París (Francia)           | Medalla de oro    | Abierta          |
| 1988               | Pamplona (España)         | Medalla de oro    | +95 kg           |
| 1989               | Helsinki (Finlandia)      | Medalla de bronce | +95 kg           |